# Lukas Holub
Lukas Holub (* 7. März 2002 in Speising, Wien) ist ein österreichischer American-Football-Spieler auf der Position des Offensive Tackles.

## Werdegang
Holub begann als Fünfjähriger bei den Vikiddy Bears mit dem Flag Football. Ab 2012 durchlief er die Jugendteams der AFC Rangers Mödling, wo er als Tight End sowie in der Defensive und Offensive Line zum Einsatz kam. In der U13 und der U15 wurde Holub jeweils einmal als wertvollster Spieler (MVP) ausgezeichnet. Im Frühjahr 2018 schloss er sich den AFC Vienna Vikings an, ehe er im Sommer ein Auslandsjahr an der Southridge High School in Beaverton begann. Als Right Tackle wurde Holub nach Saisonende in das All-Metro League Second Team gewählt. Zurück in Wien lief er 2019 für die U18 der Vikings auf und gewann mit dieser den Juniorenmeistertitel. Darüber hinaus wurde er mit der österreichischen U19-Nationalmannschaft in Bologna Junioren-Europameister.
2020 wurde Holub in den Herrenkader der Vikings aufgenommen. Sein Debüt gab er in der Best-of-Serie um die österreichische Meisterschaft gegen die Graz Giants, die die Vikings für sich entscheiden konnte. In der AFL-Saison 2021 entwickelte sich Holub zum Stammspieler als Offensive Tackle. Mit den Vikings erreichte er die Austrian Bowl, musste sich dort aber den Swarco Raiders geschlagen geben. Im Herbst 2021 debütierte Holub in der österreichischen Nationalmannschaft.
Für die Saison 2022 unterschrieb Holub einen Vertrag bei den Vienna Vikings, die in dieser Spielzeit erstmals als Franchise in der European League of Football (ELF) antraten. Mit den Vikings erreichte er als Stammspieler auf der Right-Tackle-Position das Finale in Klagenfurt, das gegen die Hamburg Sea Devils mit 27:15 gewonnen wurde. Bei den ELF Honors war Holub unter den drei Nominierten für die Auszeichnung des offensiven Rookie des Jahres. Im Dezember 2022 gaben die Vikings bekannt, Holub mit einem Zweijahresvertrag ausgestattet zu haben.

## Privates
Holubs Vater Michael Holub war als American-Football-Spieler aktiv, gründete später Vikiddy & Glittercheers und ist als Stadionsprecher bei den Vienna Vikings zu hören. Sein jüngerer Bruder Nick Holub spielt ebenfalls als Offensive Lineman American Football.